# Josef Somr
Josef Somr, född 15 april 1934 i Vracov i Tjeckoslovakien, död 16 oktober 2022 i Nová Ves pod Pleší i Tjeckien, var en tjeckisk skådespelare.
Han var utbildad vid Janáčkova akademie múzických umění i Brno och avlade examen 1956. Efter några år som teaterskådespelare filmdebuterade 1964 och fick sitt genombrott 1966 i rollen som järnvägsarbetare i Jiří Menzels Låt tågen gå. På film sågs han ofta som komplicerade och osympatiska karaktärer, och sällan i huvudroller.

## Filmografi, urval
- 1966 – Låt tågen gå
- 1969 – Skämtet
- 1971 – Mord på hotell Excelsior
- 1972 – Morgiana
- 1975 – Pan Tau (TV-serie)
- 1976 – Sommar med en cowboy
- 1978 – Nemocnice na kraji města (TV-serie)
- 1984 – Tři veteráni
- 1989 – Slut på gamla tider